# Bengt Jönsson

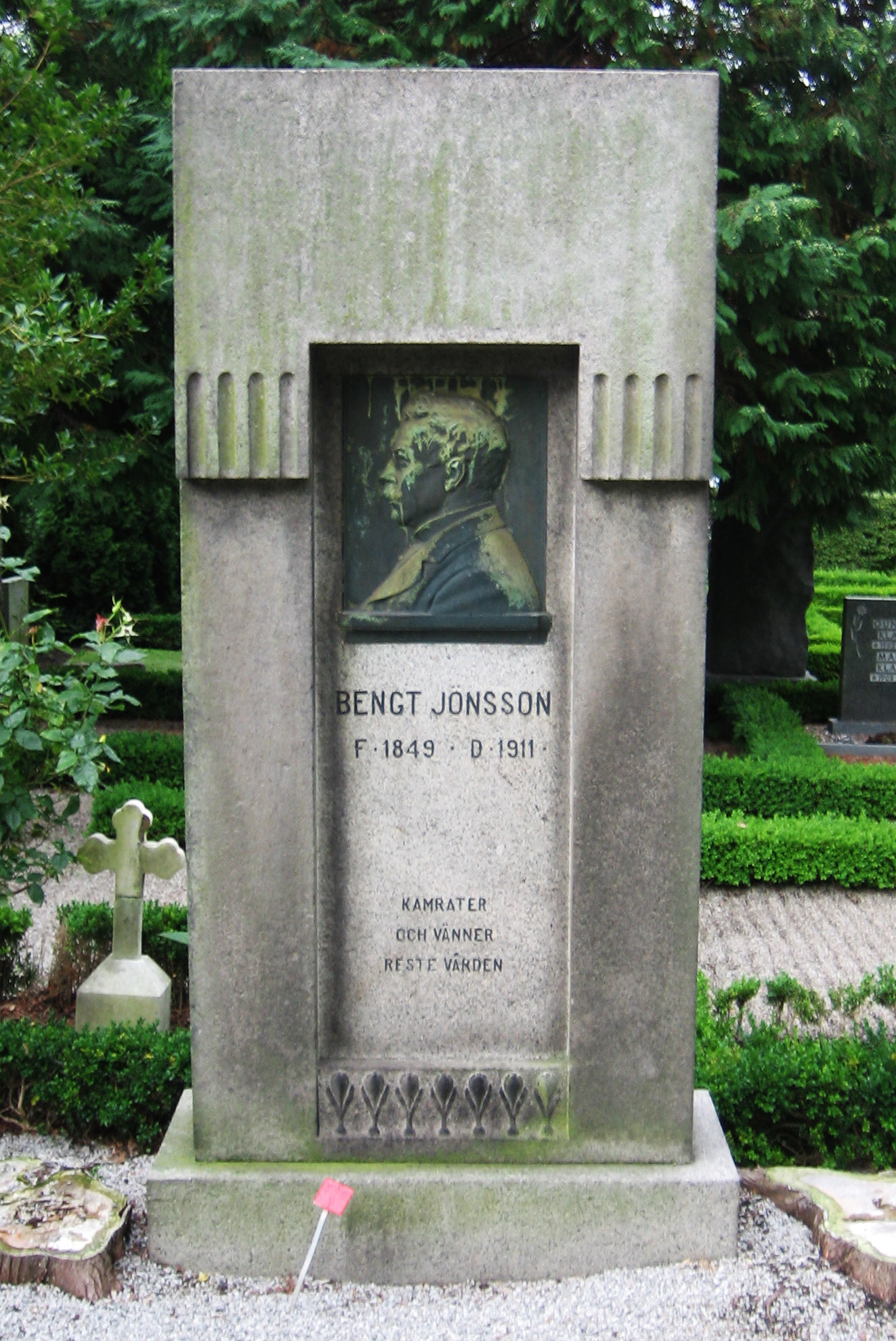
Bengt Jönssons gravsten på klosterkyrkogården i Lund.

Bengt Jönsson, född den 4 oktober 1849 i Kattarps socken i Skåne, död den 8 mars 1911 i Lund, var en svensk botanist och professor.
Bengt växte upp på gården utanför Kattarp Signestorp. Han var det nionde av Jöns Johnsson och Hanna Nilsdotters totalt elva barn.
Jönsson blev student vid Lunds universitet 1870. Tio år senare hade hans universitetsstudier tagit honom till en filosofie doktorsgrad och docentur i botanik. Han utnämndes 1899 till extra ordinarie och 1902 till ordinarie professor i detta ämne, allt vid Lunds universitet. Han utsågs 1909 även till universitets rektor, vilket uppdrag han innehade till sin död två år senare.
Jönsson genomförde ett stort antal studieresor till tidens främsta växtfysiologiska laboratorier och tog också väsentlig del i upprättandet av Sveriges första växtfysiologiska institut i Lund.
Vid sidan av sina tjänster vid universitet var Jönsson föreståndare för frökontrollanstalten i Lund 1879-1902 och lärare i botanik vid Alnarps landtbruksinstitut (numera del av Sveriges lantbruksuniversitet) 1880-96.
Jönssons vetenskapliga arbeten behandlar den allmänna botaniken, och omfattar bland annat de i Lunds universisitets årsskrift eller i Botaniska notiser intagna uppsatserna Om embryosäckens utveckling hos Angiospermerna (1881), Inre blödning hos växten (1892), Iakttagelser öfver ljusets betydelse för fröns groning (1893) och Zur kenntniss des anatomischen Baues der Wüstenpflanzen (1902).
Bengt Jönsson blev 1883 ledamot av Kungliga Fysiografiska Sällskapet i Lund, 1899 av Kungliga Lantbruksakademien, 1905 av Kungliga Vetenskapsakademien och 1909 av Kungliga Vetenskaps-Societeten i Uppsala. Han var också sedan 1880 ledamot av Sällskapet CC samt under sitt sista levnadsår inspektor för Helsingkrona nation.
Jönsson ligger begravd på klosterkyrkogården i Lund.